# كأس نيوزيلندا 1934
كأس نيوزيلندا 1934 (بالإنجليزية: 1934 Chatham Cup)‏ هو موسم من كأس نيوزيلندا. فاز فيه Auckland Thistle ‏.